# Jo Walton
Jo Walton (Aberdare, 1 de diciembre de 1964) es una escritora galesa-canadiense de ciencia ficción y fantasía, ganadora de los premios John W. Campbell, Hugo, Nébula y Mundial de Fantasía.

## Biografía
Nacida en Aberdare, Gales, el 1 de diciembre de 1964 reside en Canadá desde 2002.
En el 2002 obtuvo el premio John W. Campbell al mejor escritor novel de ciencia ficción del año por su novela The King's Peace ✍.

## Novelas
- The King’s Peace (2000)
- The King’s Name (2001)
- The Prize in the Game (2002)
- Tooth and Claw (2003)
- Farthing (2006)
- Ha’Penny (2007 )
- Half a Crown (2008)
- Lifelode (2009)
- Among Others (2011)
- My Real Children (2014)
- The Just City (2015). La ciudad Justa (2021)
- The Philosopher Kings (2015)
- Neccessity (2016)
- Lent (May 2019)
- Or What You Will (julio de 2020)

## Obra en español

### Series

#### Small Change
- 2006. El círculo de Farthing ✍ (Farthing).
- 2007. La conspiración de Coltham ✍ (Ha'penny).
- 2008. Half a Crown ✍.

#### Trilogía de Tesalia
- La ciudad Justa (The Just City, 2015) Duermevela Ediciones, 2021.
- Los reyes filósofos (The Philosopher Kings, 2015). Duermevela ediciones, 2023.
- Necessity (2016).

### Novelas individuales
- 2005. Garras y colmillos ✍ (Tooth & Claw, 2003). Editorial La Factoría de Ideas. Ganadora del Premio Mundial de Fantasía de novela de 2004.
- 2012. Entre extraños. (Among Others, 2011). Editorial RBA . Ganadora de los premios Nébula 2011 y Hugo 2012 de novela.